# Regal Entertainment Group
Regal Entertainment Group est le plus grand exploitant de salles de cinéma aux États-Unis. En 2005, le groupe exploite 600 complexes pour un total de 7 334 salles répartis dans quarante-deux États ainsi que dans le district de Columbia, à Guam, Saipan et aux Samoa américaines.
Regal Entertainment a été créé à Knoxville dans le Tennessee en 1999. C'est le regroupement de quatre chaines de cinéma par le milliardaire Philip Anschutz.

La société est devenue une filiale de Cineworld Group en 2018.

Logo actuel de United Artists Theatre Circuit, créé en 1926

Le groupe possède les chaînes : 
- Edwards Theatres
- Regal Cinemas
- United Artists Theatres
- Signature Theatres